# Белопоясничная геригона
Белопоясничная геригона (лат. Acanthiza cinerea) — вид воробьиных птиц из семейства шипоклювковых (Acanthizidae).
Существует точка зрения, что вид следует относить к роду Gerygone вместо Acanthiza и, следовательно, именовать Gerygone cinerea.

## Описание
Длина 9 см. Оперение серое. Птицы насекомоядны, но более подробных данных об их рационе питания и размножении нет.
Обитают в горах Новой Гвинеи (как в Папуа, так и в принадлежащей Индонезии части острова), где довольно обычны. Живут в субтропических и тропических влажных горных лесах на высотах от 1600 до 2800 м.
МСОП присвоил таксону охранный статус «Вызывающие наименьшие опасения» (LC).